# BRL-CAD
BRL-CAD — кросс-платформенная САПР с открытым кодом. Она представляет собой мощную 3D САПР для моделирования составных объёмных тел методом конструктивной блочной геометрии (CSG). BRL-CAD включает в себя интерактивный геометрический редактор, параллельную трассировку лучей, рендеринг и геометрический анализ. Весь проект распространяется в исходном коде. Работает на платформах BSD, IRIX, GNU/Linux, Mac OS X, Solaris и Windows NT.

## История
В 1979 году не существовало САПР предназначенных помогать с компьютерным моделированием и инженерным анализом боевых систем транспортных средств и их окружения. В связи с потребностями в таком инструменте, разработчики программного обеспечения Баллистической Научно-исследовательской Лаборатории армии США (US Army Ballistic Research Laboratory (BRL)) начинают собирать набор утилит способных интерактивно просматривать и редактировать геометрические модели. Этот пакет стал известен как BRL-CAD. Впервые он был опубликован в 1984 году. BRL-CAD стал проектом с открытым кодом в декабре 2004 года.

## Источники

Майк Муусс работает над проектом танка XM-1 в BRL‑CAD на PDP-11/70, Earl Weaver просматривает распечатку.